# Grand Prix du canton d'Argovie 2019
Le Grand Prix du canton d'Argovie 2019 est la 56e édition de cette course cycliste sur route masculine, disputée dans le canton d'Argovie en Suisse. Il a eu lieu le 13 juin 2019 et fait partie du calendrier UCI Europe Tour 2019 en catégorie 1.HC. Déjà vainqueur de la précédente édition, le coureur norvégien Alexander Kristoff, de l'équipe UAE Team Emirates, remporte la course. Il s'impose au sprint devant Andrea Pasqualon (Wanty-Gobert) et Reinardt Janse van Rensburg (Dimension Data).

## Présentation
Le Grand Prix du canton d'Argovie (Grosse Preis des Kantons Aargau) est organisé par la Radsporttage Gippingen GmbH. C'est le principal évènement des Radsporttage Gippingen, trois jours de courses cyclistes à Gippingen, dans la commune de Leuggern, dans le canton d'Argovie.

### Équipes
Classé en catégorie 1.HC de l'UCI Europe Tour, le Grand Prix du canton d'Argovie est par conséquent ouvert aux WorldTeams dans la limite de 70 % des équipes participantes, aux équipes continentales professionnelles, aux équipes continentales suisse et à une équipe nationale suisse.
Dix-huit équipes participent à ce Grand Prix du canton d'Argovie - cinq WorldTeams, six équipes continentales professionnelles, six équipes continentales et une équipe nationale suisse.
| WorldTeams (5)- UAE Team Emirates - Bora-hansgrohe - Dimension Data - Katusha-Alpecin - EF Education First Équipes continentales professionnelles (6)- Androni Giocattoli-Sidermec - Gazprom-RusVelo - Nippo Vini Fantini Faizanè - Sport Vlaanderen-Baloise - Total Direct Énergie - Wanty-Groupe Gobert Équipes continentales (6)- Amore & Vita-Prodir - Sangemini-Trevigiani-MG.Kvis - Akros-Renfer - Swiss Racing Academy - Team Vorarlberg-Santic - IAM Excelsior Équipe nationale- Suisse |
| |

## Classement final
| \| Classement général \| Classement général \| Classement général \| Classement général \| Classement général \| \| Coureur \| Coureur \| Pays \| Équipe \| Temps \| \| ------------------ \| --------------------------- \| ------------------ \| --------------------------- \| ------------------ \| \| 1er \| Alexander Kristoff \| Norvège \| UAE Team Emirates \| 4 h 26 min 57 s \| \| 2e \| Andrea Pasqualon \| Italie \| Wanty-Gobert \| + 0 s \| \| 3e \| Reinardt Janse van Rensburg \| Afrique du Sud \| Dimension Data \| + 0 s \| \| 4e \| Michael Schwarzmann \| Allemagne \| Bora-Hansgrohe \| + 0 s \| \| 5e \| Andrea Vendrame \| Italie \| Androni Giocattoli-Sidermec \| + 0 s \| \| 6e \| Thomas Boudat \| France \| Total Direct Énergie \| + 0 s \| \| 7e \| Fabian Lienhard \| Suisse \| IAM Excelsior \| + 0 s \| \| 8e \| Rick Zabel \| Allemagne \| Katusha-Alpecin \| + 0 s \| \| 9e \| Marco Tizza \| Italie \| Amore & Vita-Prodir \| + 0 s \| \| 10e \| Michael Albasini \| Suisse \| Mitchelton-Scott \| + 0 s \| |                             |                |                             |                 |
| |                             |                |                             |                 |
| |                             |                |                             |                 |
| Classement général |                             |                |                             |                 |
| Coureur | Coureur                     | Pays           | Équipe                      | Temps           |
| 1er | Alexander Kristoff          | Norvège        | UAE Team Emirates           | 4 h 26 min 57 s |
| 2e | Andrea Pasqualon            | Italie         | Wanty-Gobert                | + 0 s           |
| 3e | Reinardt Janse van Rensburg | Afrique du Sud | Dimension Data              | + 0 s           |
| 4e | Michael Schwarzmann         | Allemagne      | Bora-Hansgrohe              | + 0 s           |
| 5e | Andrea Vendrame             | Italie         | Androni Giocattoli-Sidermec | + 0 s           |
| 6e | Thomas Boudat               | France         | Total Direct Énergie        | + 0 s           |
| 7e | Fabian Lienhard             | Suisse         | IAM Excelsior               | + 0 s           |
| 8e | Rick Zabel                  | Allemagne      | Katusha-Alpecin             | + 0 s           |
| 9e | Marco Tizza                 | Italie         | Amore & Vita-Prodir         | + 0 s           |
| 10e | Michael Albasini            | Suisse         | Mitchelton-Scott            | + 0 s           |